# Gymnema cuspidatum
Gymnema cuspidatum là một loài thực vật có hoa trong họ La bố ma. Loài này được (Thunb.) Kuntze mô tả khoa học đầu tiên năm 1891.